# 南會津郡
南會津郡（日语：／ Minamiaizu gun */?）是福島縣的一郡。人口33,436人、面積2,341.64km²（2006年）。
現轄有以下3町、1村。
- 下鄉町
- 只見町
- 檜枝岐村
- 南會津町